# تشكل جنين الثدييات
تخلّق جنين الثدييات (بالإنجليزية: Mammalian embryogenesis)‏ هي العملية التي تتكون من الانقسام الخلوي والتمايز الخلوي والتي تقود لتخلّق (تشكّل) جنين الثدييات

## من خلية وحيدة إلى كيسة أريمية
يتطور الحيوان الثدي من خلية وحيدة تدعى لاقحة أو زيغوت، هذا العرس ينتج أساسا من خلية بيضية oocyte بعد إلقاحها من قبل نطفة sperm. تكون اللاقحة أو الزيغوت محاطا بغشاء قوي يدعى المنطقة الشفافة zona pellucida لا ينجح باختراقها إلا النطاف، تتمكن نطفة وحيدة من اختراق المنطقة الشفافة لتقوم بتلقيخ الخلية البيضية.
يخضع بعدها الزيغوت لعملية انشطار, تزيد عدد الخلايا ضمن المنطقة الشفافة. عندما تصبح لدينا أربعة خلايا يكون الجنين في مرحلة تويتة morula. عندما يصبح عدد الخلايا 16 من ثم 40-150، يتشكل تجويف مملوء بسائل مركزي يدعى الجوف الأريمي blastocoel. يبدأ بعدها المنطقة الشفافة بالتفكك والانحلال. يصل الجنين لهذه المرحلة بعد أربعة إلى ستة أيام من الإلقاح، وتدعى كيسة أريمية blastocyst(مرحلة الأرومة), وتستمر تقريبا حتى الاغتراس في الرحم uterus. الخلايا الخارجية تقوم بتشكيل المشيمة placenta.

## وابط خارجية
- Photo of blastocyst in utero